# Кеммер, Херберт
Херберт Эрих Кеммер (нем. Herbert Erich Kemmer; 13 мая 1905, Берлин — 10 декабря 1962) — немецкий хоккеист на траве, нападающий. Серебряный призёр летних Олимпийских игр 1936 года, бронзовый призёр летних Олимпийских игр 1928 года.

## Биография
Херберт Кеммер родился 13 мая 1905 года в немецком городе Берлин.
Играл в хоккей на траве за «Франкфурт-1880» из Франкфурта-на-Майне и «Берлинер-92».
В 1928 году вошёл в состав сборной Германии по хоккею на траве на летних Олимпийских играх в Амстердаме и завоевал бронзовую медаль. Играл на позиции нападающего, провёл 2 матча, мячей не забивал.
В 1936 году вошёл в состав сборной Германии по хоккею на траве на летних Олимпийских играх в Берлине и завоевал серебряную медаль. Играл на позиции нападающего, провёл 3 матча, мячей не забивал.
В 1924—1936 годах провёл 17 матчей за сборную Германии.
Умер 10 декабря 1962 года.